# جون جونز (مهندس معماري)
جون جونز (بالإنجليزية: Talhaiarn)‏  (و. 1810 – أكتوبر 1869 م) هو مهندس معماري، وشاعر ويلزي.

## روابط خارجية
- جون جونز على موقع ميوزك برينز (الإنجليزية)